# Poljane Sora
Poljane Sora – rzeka w zachodniej części Słowenii, prawy dopływ Sory. Ma długość 43 km, powierzchnię zlewni 328 km² i średni przepływ wynoszący 10,3 m³/s.

## Przebieg i opis
Poljanska Sora to główny ciek wodny rzeki Sora. Tworzy ją kilka krótkich strumieni pochodzących z niezbyt głębokich wąwozów w dolomitowej powierzchni północnej części Gór Rovtarskich i przez krótki czas płynie na północny-zachód. Wkrótce napotyka pas bardziej odpornego wapienia, w którym wyrzeźbił się krótki i wąski wąwóz Sopot. Tutaj Rovtarska Sora wpływa do niej z lewej strony, a na dolnym końcu wąwozu dolina skręca na północ i lekko się rozszerza. Z lewej strony łączy się z nią dopływ Črna, nieco niżej z tej samej strony dłuższa Žirovnica, a tuż przed Žiri – Osojnica.
Miasto Žiri leży na dnie rozszerzającej się niewielkiej doliny (znanej również jako Žirovska kotlinica), w której Poljanska Sora łączy się z prawej strony z większym potokiem Račeva. Na północnym krańcu doliny Poljanska Sora ponownie się zwęża, gdyż rzeka w tym miejscu przecina pas permskich czerwonych i szarych piaskowców. W pobliżu Fužine, lewy dopływ Hobovščica wpływa do niej z długiej i wąskiej doliny. Tuż nad miejscowością Trebija rzeka ponownie wpływa na tereny dolomitów i zaczyna skręcać na północny wschód. W pobliżu Hotavlje, gdzie z lewej strony łączy się z nią potok Kopačnica, wpływa do szerszej Poljanskiej Doliny, którą płynie na północny wschód aż do ujścia do Selškiej Sory w miejscowości Škofja Loka.
Pierwszą większą osadą w tej części doliny jest Gorenja vas, która leży na obu brzegach tuż nad rzeką, w przeciwieństwie do innych osad położonych niżej, które z powodu powodzi cofnęły się do nieco wyższych tarasów rzecznych lub kopców na skraju doliny, głównie po nasłonecznionej stronie północnej. Poniżej Gorenja vas Brebovščica wpada do Poljanskiej Sory z prawej strony. Stąd rzeka płynie wzdłuż szerokiej na 100–200 m równiny zalewowej, czasem po jednej, czasem po drugiej stronie doliny, a krótkie strumienie wpływają do niej z krótkich, ale stromych wąwozów z okolicznych wzgórz, które, wpadając do głównej doliny podczas ostatniego zlodowacenia, osadzały większe lub mniejsze kopce, a po zakończeniu zlodowacenia ponownie je wcinały. W Poljane, powyżej Škofja Loka, z lewej strony wpływa do niej nieco większa Ločivnica, a z prawej, w pobliżu wsi Hotovlja, z głębokiego wąwozu wypływa potok Hotoveljščica. Poniżej znajduje się około 3-kilometrowy, nieco węższy odcinek doliny, a następnie mniej więcej równomiernie szeroka dolina rozszerza się tylko tam, gdzie dopływy z wąskich wąwozów utworzyły w niej większe kopce. W tym miejscu, na powierzchni, znajdują się słabo odporne paleozoiczne iły łupkowe, w których dopływy Poljanskiej Sory wyrzeźbiły wąskie i strome wąwozy.
Tuż przed Škofją Loką, Poljanska Sora przyjmuje z prawej strony swój ostatni dopływ, Hrastnicę. Pomiędzy Škofją Loką po lewej stronie a Puštalem na prawym brzegu rzeka malowniczo wcina się w wąski pas niemal pionowych warstw wapienia, a nieco niżej łączy się z Selšką Sorą, tworząc rzekę Sorę.